# Piranga hepatica
La piranga hepática o tángara encinera (Piranga hepatica) es una especie de ave paseriforme de la familia Cardinalidae propia del sudoeste de Norteamérica y América Central.

## Taxonomía

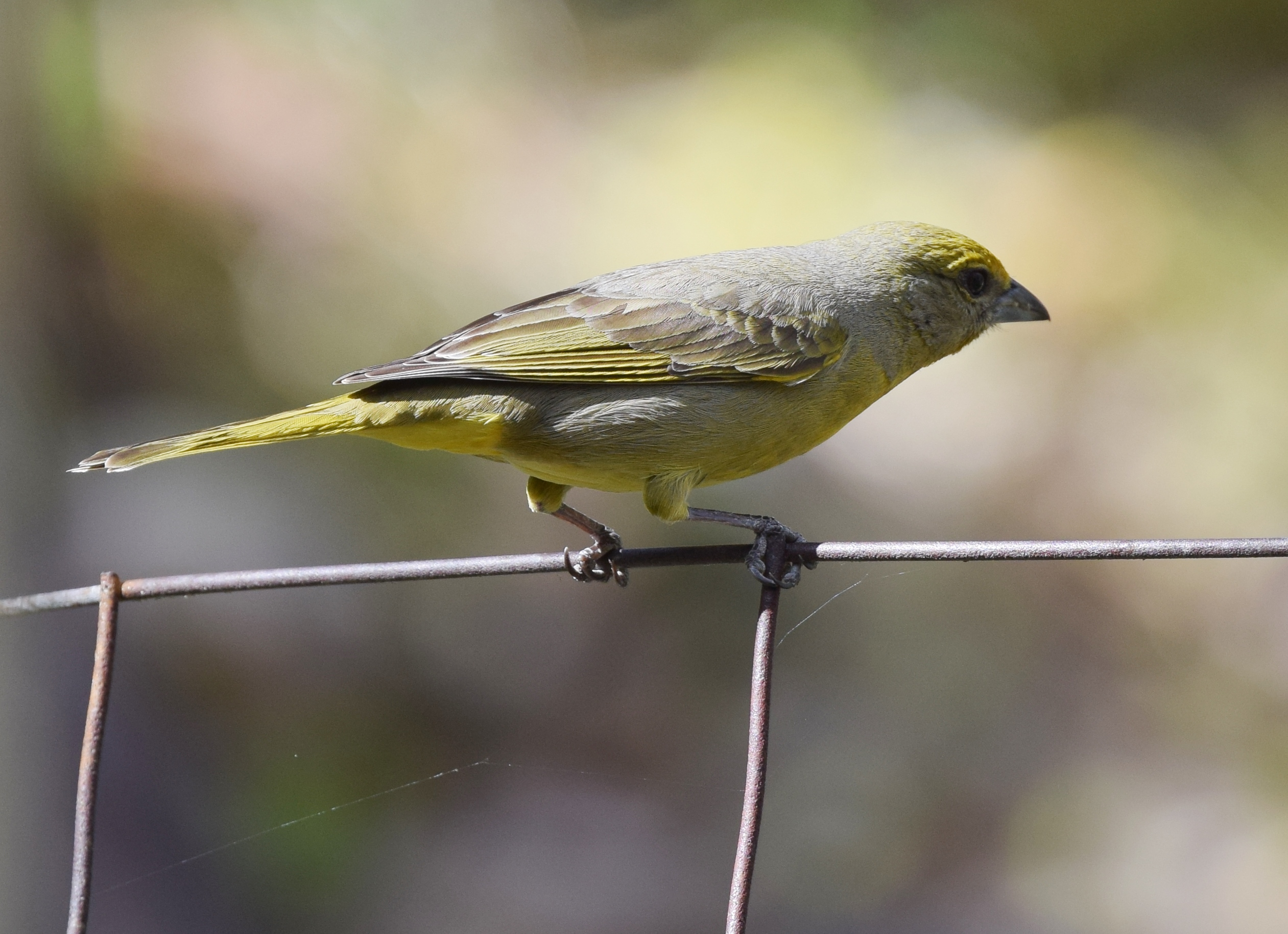
Hembra en Arizona.

Anteriormente se consideraba conespecífica de la piranga montana (P. lutea) y la piranga bermeja (P. flava), pero se separaron en tres especies separadas en 2001. Tradiciomalmente el género Piranga se clasificaba en la familia Thraupidae, pero los análisis genéticos indicaron su traslado a la familia Cardinalidae.
Se reconocen cinco subespecies:
- P. h. hepatica - se extiende desde el sudoeste de Estados Unidos al suroeste de México;
- P. h. dextra - se encuentra en el sur de estados Unidos y este de México;
- P. h. figlina - localizada en el este de Guatemala y Belice;
- P. h. albifacies - se extiende del oeste de Guatemala al norte de Nicaragua;
- P. h. savannarum - presente en el este de Honduras y noreste de Nicaragua.